# Kalands kyrka

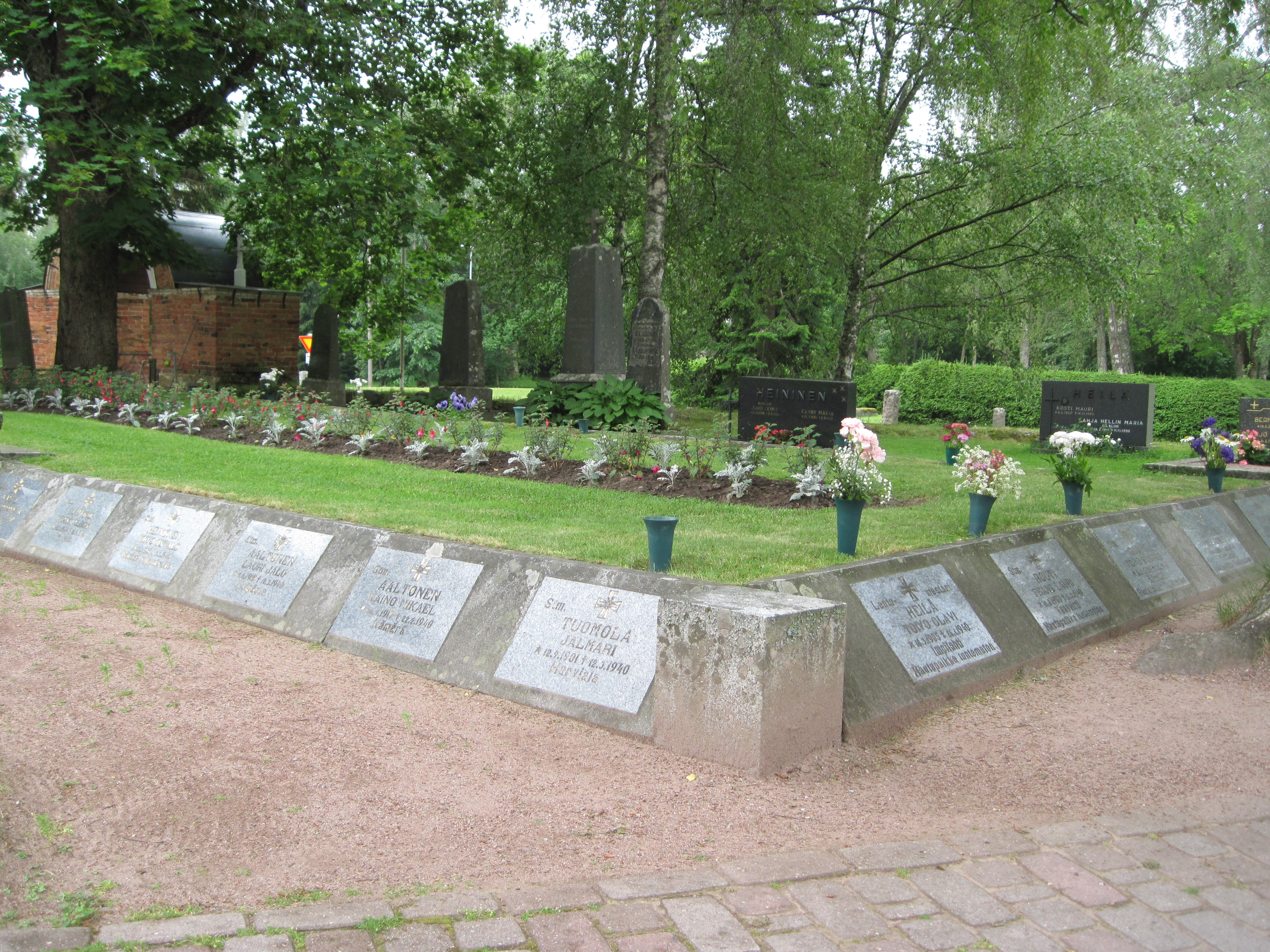
Hjältegravarna vid Kalands kyrka.
Isänmaan puolesta 1939–1944 kaikkensa antaneille (övers. Till dem som gav allt för fosterlandet 1939–1944).

Sankt Olofs kyrka är en medeltida gråstenskyrka i Kaland i Nystad, helgad åt Jungfru Maria och Olof den helige. Kyrkan byggdes mellan 1430 och 1450, vilket stöds av de dendrokronologiska undersökningarna av bommen vid den västra portalen. Kyrkan är känd för målningarna av Petrus Henriksson, från 1470-talet. 
Kyrkan har också haft ett av Finlands bästa medeltida altarskåp tillverkat av Meister Francke från Hamburg. Skåpet bygger legenden om Sankta Barbara. Det finns numera i nationalmuseet i Helsingfors.
En hjältestaty av brons från 1955 har utförts av skulptören Jussi Vikainen.